# Viktorija Demčenko
Viktorija Al'bertovna Demčenko (in russo Виктория Альбе́ртовна Демченко?; traslitterazione anglosassone Viktoria Albertovna Demchenko; Čusovoj, 26 novembre 1995) è una slittinista russa.
È figlia di Al'bert, ex slittinista medagliato olimpico nonché attuale capo allenatore della squadra nazionale russa.

## Biografia
Ha iniziato a gareggiare per la nazionale russa distinguendosi nelle varie categorie giovanili dove può vantare due medaglie d'argento vinte ai mondiali juniores: una nel singolo e una nella gara a squadre entrambe ottenute a Lillehammer 2015. Nelle rassegne continentali di categoria ha vinto quattro medaglie: un oro nella gara a squadre ad Oberhof 2015, due argenti nel singolo sia nella stessa edizione 2015 sia a Sigulda 2014 dove ottenne anche il bronzo nella competizione a squadre. Ha partecipato anche ai Giochi olimpici giovanili di Innsbruck 2012 classificandosi quarta a squadre e ventesima nella gara individuale.

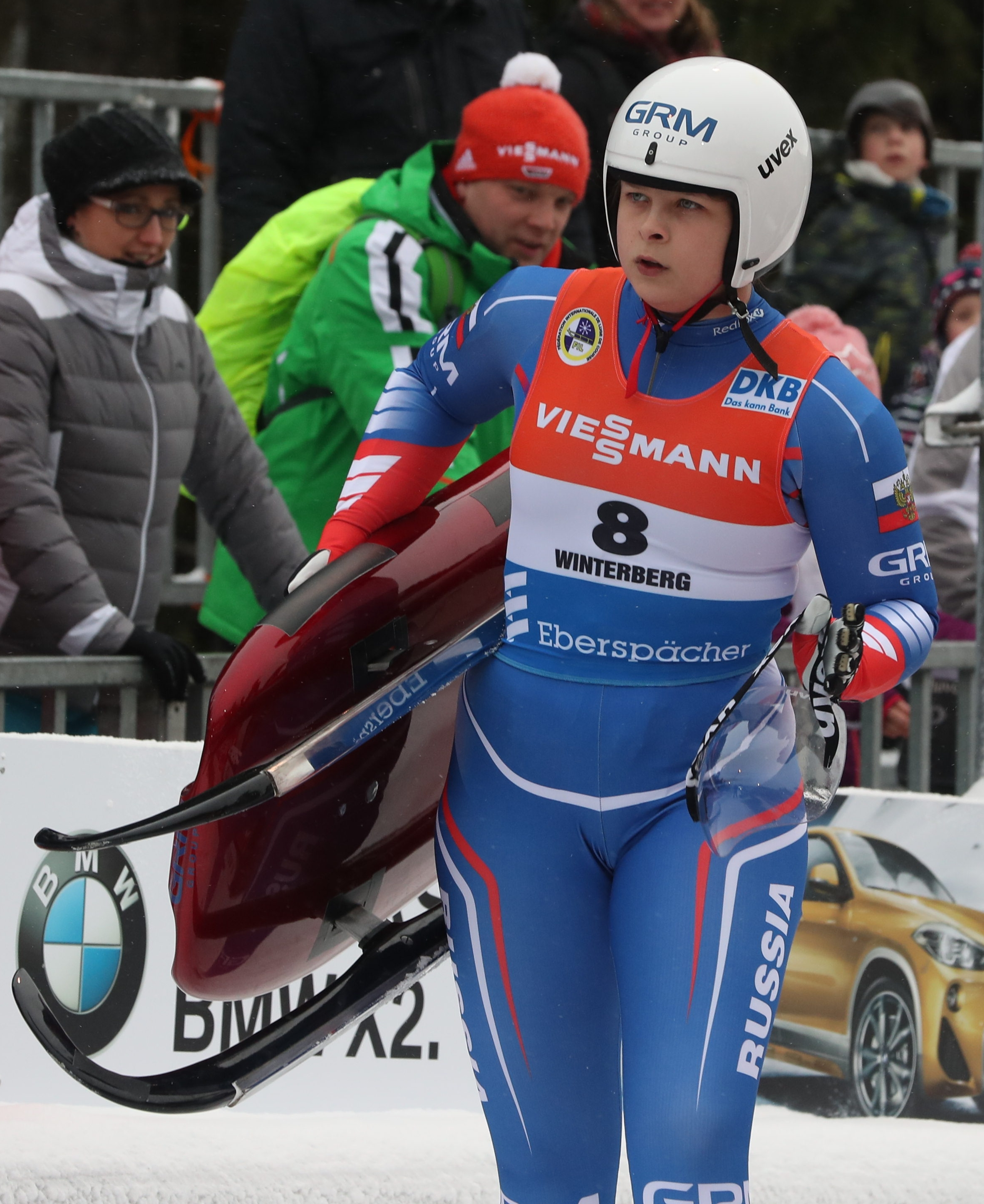
Viktorija Demčenko a Winterberg nel 2017

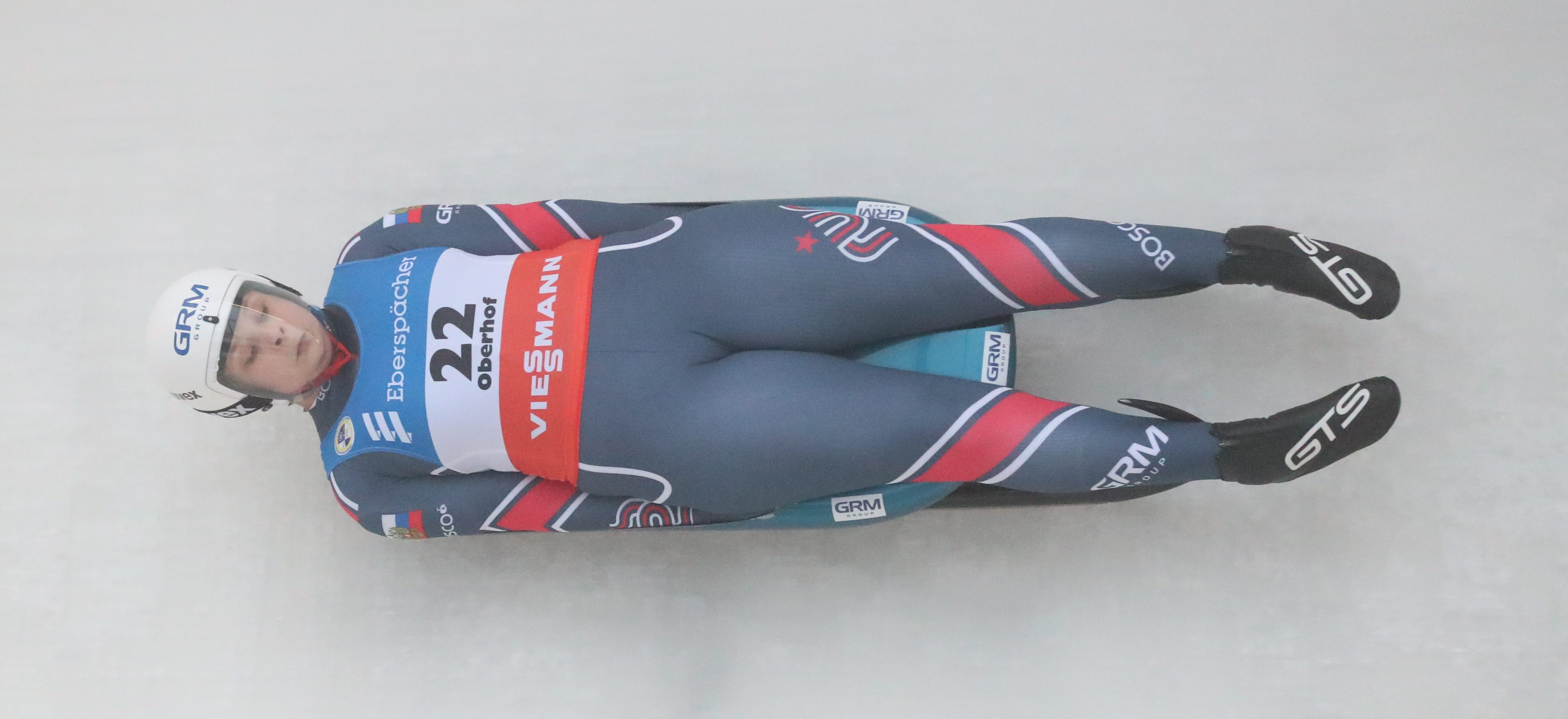
Viktorija Demčenko in gara a Oberhof nel 2020

A livello assoluto ha esordito in Coppa del Mondo nell'ultima gara della stagione 2012/13, ha conquistato il primo podio il 6 febbraio 2016 a Soči giungendo seconda nel singolo e la prima vittoria il 24 febbraio 2019 nel singolo sprint nella stessa località russa. In classifica generale come miglior risultato si è piazzata al terzo posto nella specialità del singolo nel 2019/20, alle spalle della tedesca Julia Taubitz e della connazionale Tat'jana Ivanova.
Ha preso parte a cinque edizioni dei campionati mondiali conquistando in totale una medaglia di bronzo. Nel dettaglio i suoi risultati nelle prove iridate sono stati, nel singolo: decima a Schönau am Königssee 2016, tredicesima a Igls 2017, tredicesima a Winterberg 2019, medaglia di bronzo a Soči 2020 e gara non conclusa a Schönau am Königssee 2021; nel singolo sprint: quinta a Soči 2020 e quinta a Schönau am Königssee 2021. Nell'edizione di Schönau am Königssee 2016 aveva inoltre vinto il bronzo nella speciale classifica riservata alle atlete under 23, riconfermata poi anche nell'edizione di Igls 2017.
Nelle competizioni continentali vanta due medaglie di bronzo, vinte nel singolo a Lillehammer 2020 e a Sigulda 2021.

## Palmarès

### Mondiali
- 1 medaglia:
  - 1 bronzo (singolo a Soči 2020).

### Europei
- 2 medaglie:
  - 2 bronzi (singolo a Lillehammer 2020; singolo a Sigulda 2021).

### Mondiali under 23
- 2 medaglie:
  - 2 bronzi (singolo a Schönau am Königssee 2016; singolo a Igls 2017).

### Mondiali juniores
- 2 medaglie:
  - 2 argenti (singolo, gara a squadre a Lillehammer 2015).

### Europei juniores
- 4 medaglie:
  - 1 oro (gara a squadre ad Oberhof 2015);
  - 2 argenti (singolo a Sigulda 2014; singolo ad Oberhof 2015)
  - 1 bronzo (gara a squadre a Sigulda 2014).

### Coppa del Mondo
- Miglior piazzamento in classifica generale nel singolo: 3ª nel 2019/20.
- 16 podi (8 nel singolo, 4 nel singolo sprint, 4 nelle gare a squadre):
  - 3 vittorie (1 nel singolo sprint, 2 nelle gare a squadre);
  - 4 secondi posti (2 nel singolo, 2 nel singolo sprint);
  - 9 terzi posti (6 nel singolo, 1 nel singolo sprint, 2 nelle gare a squadre).

#### Coppa del Mondo - vittorie
| Data             | Luogo | Paese  | Disciplina                                                                  |
| ---------------- | ----- | ------ | --------------------------------------------------------------------------- |
| 24 febbraio 2019 | Soči  | Russia | Singolo sprint                                                              |
| 24 febbraio 2019 | Soči  | Russia | Gara a squadre con Semën Pavličenko, Aleksandr Denis'ev e Vladislav Antonov |
| 28 novembre 2021 | Soči  | Russia | Gara a squadre con Semën Pavličenko, Andrej Bogdanov e Jurij Prochorov      |